# NGC 2763
NGC 2763 é uma galáxia espiral barrada (SBc) localizada na direcção da constelação de Hydra. Possui uma declinação de -15° 29' 57" e uma ascensão recta de 9 horas, 06 minutos e 49,0 segundos.
A galáxia NGC 2763 foi descoberta em 8 de Fevereiro de 1785 por William Herschel.